# Kora

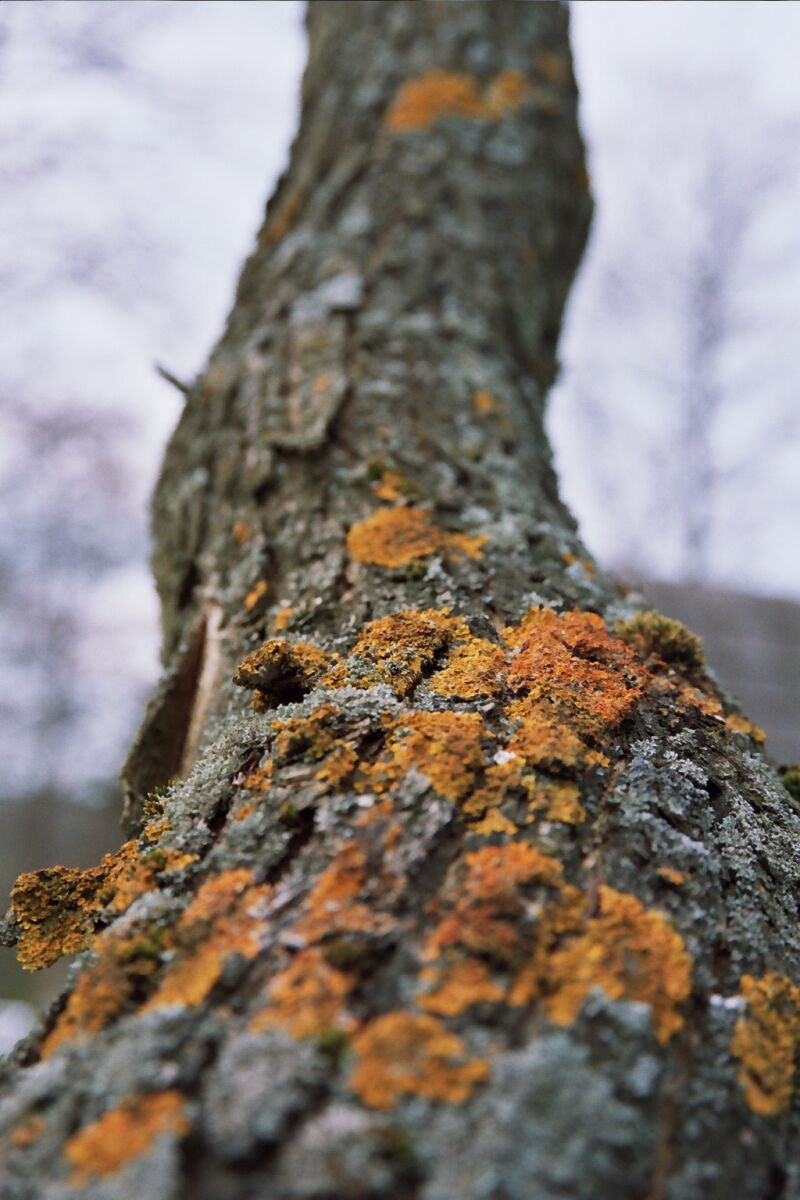
Kora

Kora (łac. cortex) – w botanice nazwa tkanek w zewnętrznych partiach korzenia lub łodygi:
1. kora pierwotna,
2. korek,
3. kora wtórna – wszystkie tkanki znajdujące się na zewnątrz od kambium,
4. potoczna nazwa martwicy korkowej.